# Старая Кузьва
Старая Кузьва — деревня в Кудымкарском районе Пермского края. Входила в состав Белоевского сельского поселения. Располагается на правом берегу реки Кузьвы западнее от города Кудымкара. Расстояние до районного центра составляет 27 км. По данным Всероссийской переписи населения 2010 года, в деревне проживало 16 человек (11 мужчин и 5 женщин).

## История
По данным на 1 июля 1963 года, в деревне проживало 126 человек. Населённый пункт входил в состав Кузьвинского сельсовета.